# James Hoy, Baron Hoy
James „Jimmie“ Hutchison Hoy, Baron Hoy PC (* 21. Januar 1909; † 7. August 1976) war ein britischer Politiker der Labour Party, der 25 Jahre lang Abgeordneter des House of Commons war und 1970 aufgrund des Life Peerages Act 1958 als Life Peer Mitglied des House of Lords wurde.

## Leben
Hoy arbeitete nach dem Besuch der Causewayside and Sciennes Public Schools in Edinburgh als Raumausstatter.
Bei den Unterhauswahlen am 5. Juli 1945 wurde Hoy für die Labour Party im Wahlkreis Leith erstmals zum Abgeordneten in das House of Commons gewählt und konnte sich dabei mit einer Mehrheit von 9.455 Wählerstimmen überdeutlich gegen den ehemaligen mehrmaligen Minister Ernest Brown durchsetzen, der seit einer Nachwahl (By-election) im März 1927 diesen Wahlkreis für die National Liberal Party innehatte. Während seiner ersten Legislaturperiode war er zwischen 1947 und 1950 Parlamentarischer Privatsekretär von Arthur Woodburn, dem Schottland-Minister (Secretary of State for Scotland) der Regierung von Premierminister Clement Attlee.
Nach der Auflösung des Wahlkreises Leith wurde Hoy bei den Unterhauswahlen am 23. Februar 1950 im neu geschaffenen Wahlkreis Edinburgh Leith zum Abgeordneten des House of Commons gewählt und gehörte diesem bis zu den Wahlen vom 18. Juni 1970 an. In dieser Zeit wurde er 1957 Vizepräsident der Trustee Savings Bank (TSB).
Nach dem Wahlsieg der Labour Party bei den Unterhauswahlen am 15. Oktober 1964 wurde Hoy von Premierminister Harold Wilson zum Parlamentarischen Sekretär (Parliamentary Secretary) im Ministerium für Landwirtschaft, Fischerei und Forsten (Ministry of Agriculture, Fisheries and Food) ernannt und bekleidete diesen Juniorministerposten bis zur Niederlage seiner Partei bei den Unterhauswahlen am 18. Juni 1970. In dieser Funktion war er zusammen mit dem zeitgleich als Parlamentarischer Sekretär amtierenden John Mackie einer der engsten Mitarbeiter der damaligen Minister Fred Peart beziehungsweise zuletzt Cledwyn Hughes. Während dieser Zeit wurde er am 25. Juni 1969 auch zum Privy Councillor ernannt.
Durch ein Letters Patent vom 4. Juli 1970 wurde Hoy aufgrund des Life Peerages Act 1958 als Life Peer mit dem Titel Baron Hoy, of Leith in the County of the City of Edinburgh, Mitglied des House of Lords und gehörte diesem bis zu seinem Tod an.
Ihm zu Ehren wurde die Jimmie Hoy Street in dem Edinburgher Stadtteil Leith benannt.